# Monique Capron
Pour les articles homonymes, voir Capron.
Monique Capron, née le 26 octobre 1947 à Lille, est une pharmacienne et chercheuse en biologie spécialisée en immunologie.

## Biographie
Monique Capron est pharmacienne de formation, obtenant son doctorat en 1974 de l'Université de Lille. Elle s'oriente ensuite vers la recherche en immunologie, et en parasitologie. Elle devient praticien hospitalier (1983) à l'Université de Lille et professeur d'immunologie à la faculté de pharmacie de Lille (1993). Depuis 2001, elle est directrice de l'unité INSERM U547 à l'Institut Pasteur de Lille.
Elle a été membre du conseil scientifique de l'INSERM de 1999 à 2002, avant de devenir présidente du conseil d'administration de l'institut en 2003.

## Apport scientifique
Monique Capron commence sa carrière de biologiste par l'étude des affections parasitaires et plus particulièrement la schistosomiase. Elle s'oriente ensuite vers la recherche sur la réaction immunitaire lors des infections parasitaires et plus particulièrement le rôle des cellules éosinophiles, et leur sécrétion d'interleukines. Plus récemment ses travaux se sont focalisés sur l'allergie et en particulier sur les mécanismes d'une maladie rare, le syndrome hyperéosinophilique idiopathique.

## Distinctions
- 2000 : Grand Prix de la Fondation pour la recherche médicale[2]
- 2002 : Grand Prix de l'Inserm[1]
- 2005 : Membre titulaire de l'Académie nationale de pharmacie
- Officier de l'ordre des Palmes académiques (1999)[1]
- Chevalier de l'ordre national du Mérite (2003)[1]
- Officier de la Légion d'honneur (2015, chevalier 2006)[1]